# Bualkhaw Chin jezik
Bualkhaw Chin jezik (ISO 639-3: cbl) kuki-činski jezik iz Burme kojim govori oko 2 500 ljudi u državi Chin, sjeverno od grada Falam. Zajedno s jezicima asho chin [csh], chinbon chin [cnb] i shendu [shl] (ovaj je iz Indije) čini južnu kuki-chinsku podskupinu sho.
Najsličniji mu je falam chin [cfm].

## Vanjske poveznice
- Ethnologue (14th)
- Ethnologue (15th)